# Brâmana Aitareya
O Brâmana Aitareya é o brâmana associado ao Rigveda no Shakala shakha.
Também é conhecido como o Brâmana Ashvalayana. Acredita-se que tenha sido composto em torno de 600 a.C., e talvez seja o brâmana mais antigo. Lida principalmente com os sacrifícios e rituais à base do soma.

## Edições
- Theodor Aufrecht, Das Aitareya Braahmana. Mit Auszügen aus dem Commentare von Sayanacarya und anderen Beilagen,  Bonn 1879.